# Glomèrul (botànica)

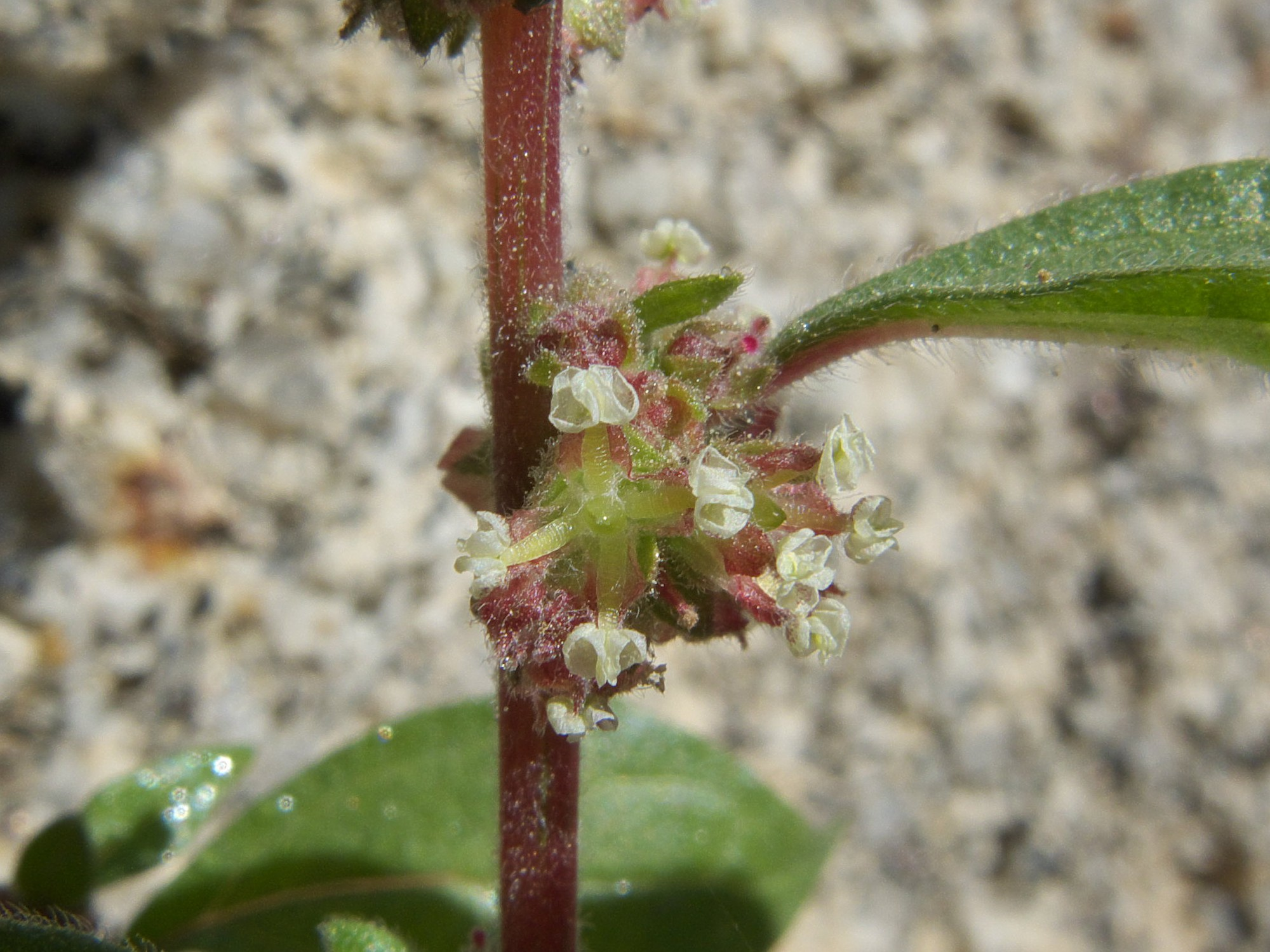
Inflorescència en glomèrul de Parietaria officinalis

En botànica, un glomèrul és una inflorescència formada per moltes flors amb els pedicels molt curts, petites i molt juntes, disposades en una massa compacta. Aquest terme correspon més a una forma més general d'inflorescència, globular i densa, que a un tipus particular d'organització. Exemples d'inflorescències en glomèrul són les de la morella roquera, la remolatxa i el vesc.